# Mimizan
Mimizan ist eine französische Stadt mit 7449 Einwohnern (Stand 1. Januar 2022) im Département Landes in der Region Nouvelle-Aquitaine. Sie gehört zum Arrondissement Mont-de-Marsan und ist Hauptort des Kantons Côte d’Argent. Die Gemeinde besteht aus den Ortsteilen Mimizan-Bourg und Mimizan-Plage.

## Geografie

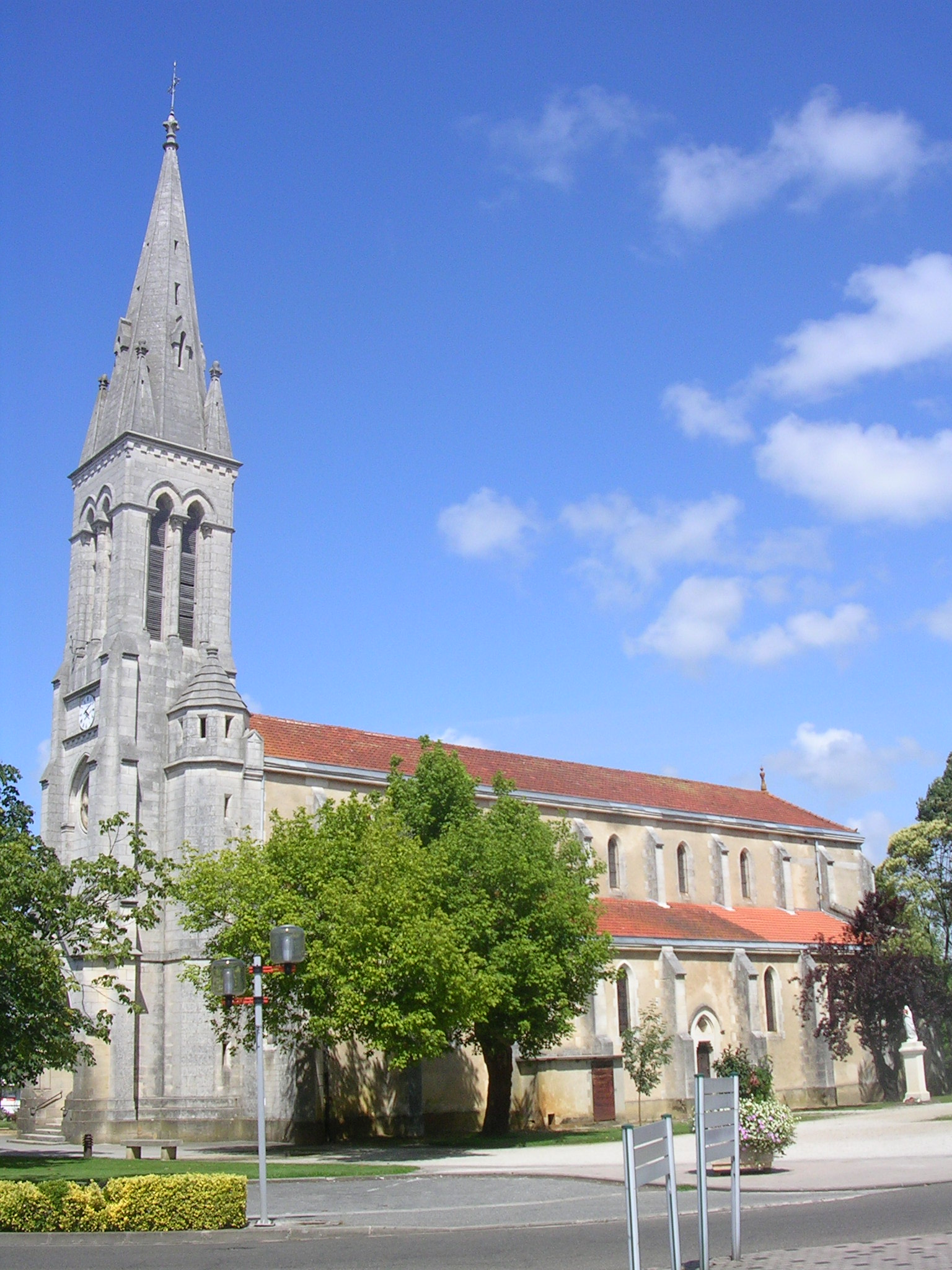
Kirche Notre Dame

Mimizan ist eine Gemeinde der Côte Landaise, gelegen an der Küste im Pays de Born. Sie wird auch „die Perle der Côte d’Argent“ genannt und liegt im Mittel auf 15 m über dem Meeresspiegel, etwa 100 km südwestlich von Bordeaux. Das Gemeindegebiet umfasst 114,83 km² und hat eine Bevölkerungsdichte von 61 Einwohnern pro km². Der Ortsteil Mimizan-Plage liegt unmittelbar an der Küste der Biskaya, Mimizan-Bourg liegt etwa 4 km landeinwärts. Der Kiefernwald zwischen den beiden Ortsteilen wurde im Laufe der Jahre immer kleiner und die beiden Ortsteile wachsen langsam zusammen.

## Geschichte
- Mimizan könnte der römische Ort Segosa gewesen sein.
- Im Jahr 506 kam es bei Mimizan zu einer Schlacht zwischen den Westgoten und Christen unter der Führung des heiligen Galactoire, Bischof von Lescar.
- Im Jahr 982 übergab der Herzog von Biskaya, Guillaume de Sancho, eine Kirche an die Benediktinermönche der Abtei von Saint-Sever.
- Zwischen 1889 und 1960 gab es eine 34 Kilometer lange Bahnstrecke Labouheyre–Mimizan-Plage.

## Bevölkerungsentwicklung
| 1962 | 1968 | 1975 | 1982 | 1990 | 1999 | 2006 | 2017 |
| ---- | ---- | ---- | ---- | ---- | ---- | ---- | ---- |
| 4830 | 6502 | 7511 | 7409 | 6710 | 6864 | 6707 | 7018 |

## Bauwerke

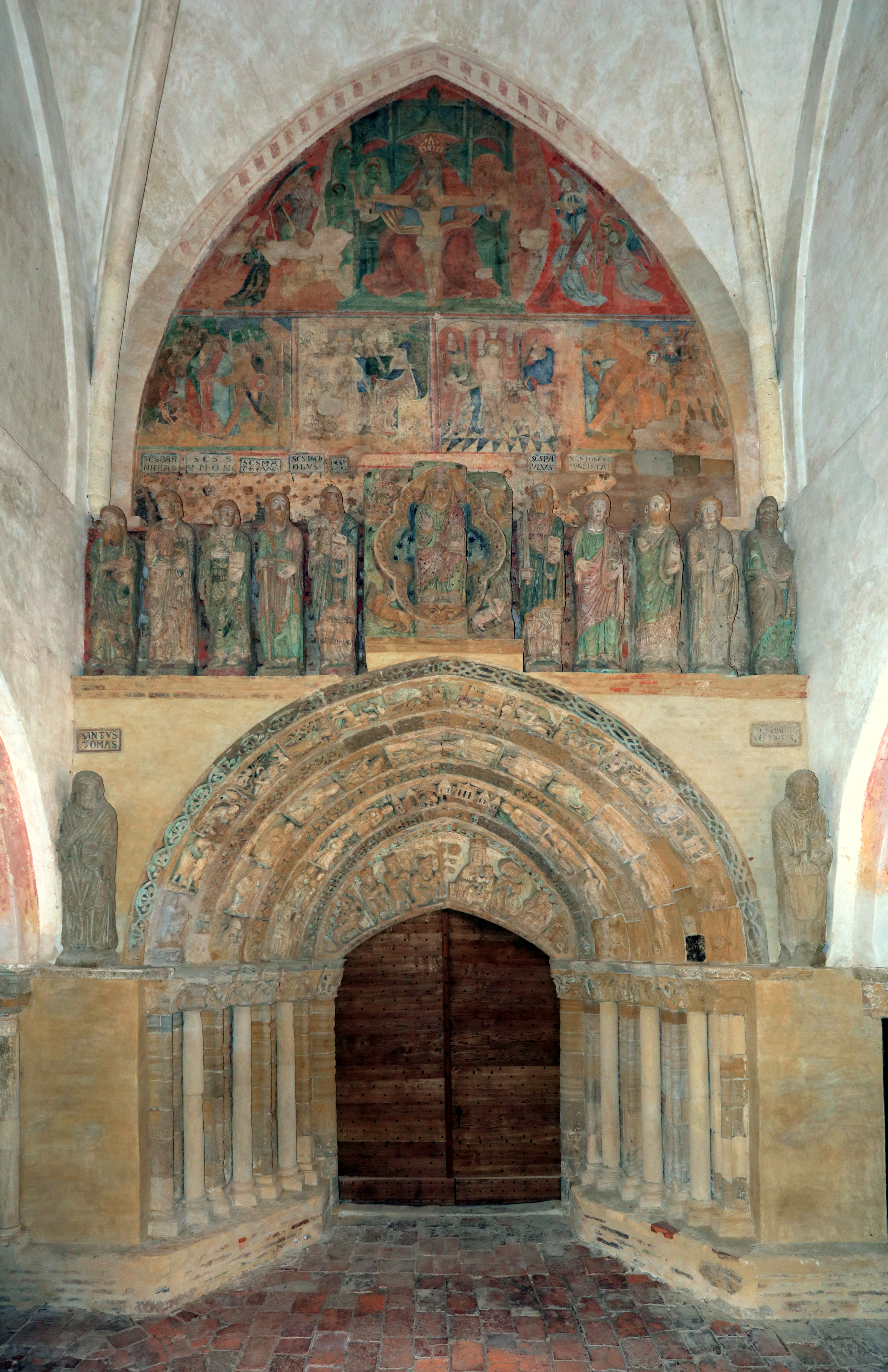
Glockenturm-Portal aus dem 13. Jahrhundert

Das Portal des Glockenturms der ehemaligen Kirche Sainte Marie aus dem 13. Jahrhundert ist als Teil des französischen Jakobsweges nach Santiago de Compostela seit 1998 Weltkulturerbe der UNESCO. Von der ehemaligen Klosterkirche der Benediktiner sind noch Überreste vorhanden.